# Magnolia xanthantha
Espèce
Synonymes
- Michelia xanthantha C.Y.Wu ex Y.W.Law & Y.F.Wu

Statut de conservation UICN

 EN B1+2c : En danger
Magnolia xanthantha est une espèce de plantes à fleurs de la famille des Magnoliacées. C'est un arbre endémique de Chine.

## Description
C'est un arbre.

## Répartition et habitat
Cette espèce est endémique de la province du Yunnan en Chine.